# Ingen riktig skotte

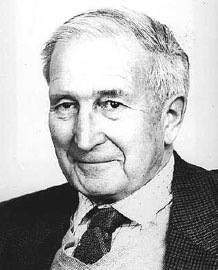
Antony Flew från okänt datum.

Ingen riktig skotte är ett logiskt felslut som Antony Flew identifierade i boken Thinking About Thinking (1975) där följande konversation äger rum (här i en ofta förekommande omskriven version om ett mindre kontroversiellt ämne):
"Ingen skotte strör socker på gröten."
"Men min vän Angus är skotte och gillar socker på sin gröt."
"Ah, jovisst, men ingen riktig skotte skulle strö socker på gröten."
Argumentet är ett felslut, eftersom handlingen att strö socker på gröten inte står i logisk motsättning till den vedertagna definitionen av en skotte. Felslutet gäller också då man anpassar argumentet ad hoc för att invändningen ska fungera.
Det är dock inte alltid som en invändning av typen "han är ingen x eftersom han gör a" är ett felslut. Det är till exempel inte fel att säga att hon är ingen vegetarian eftersom hon äter kött, eftersom det ingår i definitionen av vara vegetarian att man inte äter kött. Det föreligger alltså en logisk motsättning mellan att äta kött och att vara vegetarian.
Antony Flew var på den tiden ateistisk filosof och menade att kristna gör denna typ av ad hoc-felslut när man avfärdar illgärningar som utförts i kristendomens namn med att de som utförde dem inte var äkta pånyttfödda kristna utan enbart kristna till namnet.